# 北沙夫特 (加利福尼亞州)
北沙夫特（英語：North Shafter）是位於美國加利福尼亞州克恩縣的一個非建制地區。該地的面積和人口皆未知。

## 地理
北沙夫特的座標為35°30′41″N 119°17′04″W / 35.51139°N 119.28444°W，而該地的平均海拔高度為107米（即351英尺）。